# Formel-Nippon-Saison 1997
Die Formel-Nippon-Saison 1997 wurde vom 27. April bis zum 9. November im Rahmen von 10 Rennen ausgetragen. In die Wertung kamen alle erzielten Resultate.
| Punktewertung |    |   |   |   |   |   |
| Platz:        | 1  | 2 | 3 | 4 | 5 | 6 |
| Punkte:       | 10 | 6 | 4 | 3 | 2 | 1 |

## Rennkalender
|    | Datum         | Rennen | Pole-Position      | Platz 1            | Platz 2           | Platz 3             |
| -- | ------------- | ------ | ------------------ | ------------------ | ----------------- | ------------------- |
| 1  | 27. April     | Suzuka | Toranosuke Takagi  | Pedro de la Rosa   | Takuya Kurosawa   | Hidetoshi Mitsusada |
| 2  | 18. Mai       | Mine   | Toranosuke Takagi  | Pedro de la Rosa   | Takuya Kurosawa   | Akira Iida          |
| 3  | 1. Juni       | Fuji   | Takuya Kurosawa    | Takuya Kurosawa    | Pedro de la Rosa  | Toranosuke Takagi   |
| 4  | 6. Juli       | Suzuka | Toranosuke Takagi  | Toranosuke Takagi  | Masahiko Kageyama | Pedro de la Rosa    |
| 5  | 3. August     | Sugo   | Pedro de la Rosa   | Pedro de la Rosa   | Ralph Firman      | Masahiko Kageyama   |
| 6  | 31. August    | Fuji   | Pedro de la Rosa   | Pedro de la Rosa   | Norberto Fontana  | Hidetoshi Mitsusada |
| 7  | 14. September | Mine   | Toranosuke Takagi  | Norberto Fontana   | Pedro de la Rosa  | Hidetoshi Mitsusada |
| 8  | 28. September | Motegi | Pedro de la Rosa   | Pedro de la Rosa   | Masami Kageyama   | Norberto Fontana    |
| 9  | 19. Oktober   | Fuji   | Katsutomo Kaneishi | Katsutomo Kaneishi | Pedro de la Rosa  | Masami Kageyama     |
| 10 | 9. November   | Suzuka | Pedro de la Rosa   | Pedro de la Rosa   | Takuya Kurosawa   | Masahiko Kageyama   |

## Punktestand

### Fahrer
| 1. | Pedro de la Rosa    | 82 |
| 2. | Takuya Kurosawa     | 28 |
| 3. | Norberto Fontana    | 21 |
| 4. | Hidetoshi Mitsusada | 20 |
| 5. | Masami Kageyama     | 19 |
| 6. | Toranosuke Takagi   | 18 |

| 7.  | Masahiko Kageyama  | 16 |
| 8.  | Ralph Firman       | 12 |
| 9.  | Katsutomo Kaneishi | 10 |
| 10. | Akira Iida         | 9  |
| 11. | Satoshi Motoyama   | 7  |
| 12. | Marco Apicella     | 6  |

| 13. | Toshio Suzuki   | 5 |
| 14. | Juichi Wakisaka | 4 |
| 15. | Kōji Yamanishi  | 2 |
| 16. | Esteban Tuero   | 1 |
| 16. | Michael Krumm   | 1 |
| 16. | Tetsuya Tanaka  | 1 |